# Scleroglossum pusillum
Scleroglossum pusillum là một loài dương xỉ trong họ Polypodiaceae. Loài này được Blume Alderw. mô tả khoa học đầu tiên năm 1912.